# Independent Harvester Company
Independent Harvester Company war ein US-amerikanischer Hersteller von Fahrzeugen und landwirtschaftlichen Geräten.

## Unternehmensgeschichte
Das Unternehmen wurde 1904 in Plano in Illinois gegründet. Es stellte Geräte für die Landwirtschaft her.
Im April 1910 trat H. K. Holsman in das Unternehmen ein, der vorher die Holsman Automobile Company leitete. Er übertrug seine Patentrechte auf das Unternehmen und wurde Leiter der Fahrzeugabteilung. Zwischen 1910 und 1911 entstanden Automobile. Der Markenname lautete offiziell Independent Harvester und inoffiziell IHC. In einer Anzeige des Unternehmens für die Fahrzeuge wird nur der Langname verwendet. Zu beachten ist, dass der Konkurrent International Harvester im gleichen Zeitraum sehr ähnliche Fahrzeuge offiziell als IHC anbot. Eine Quelle meint, dass Holsman bewusst eine Verwechslung beabsichtigte.
1918 kam es zum Insolvenzverfahren. Am 24. April 1918 wurde das Nachfolgeunternehmen Independent Harvester Company Ltd. im Staat Delaware gegründet.

## Fahrzeuge
Im Angebot standen Highwheeler. Sie basierten auf einem Modell von Holsman. Ein Modell hatte einen luftgekühlten Zweizylindermotor, der mit 24 PS eingestuft war. Die Karosserien waren offen. Der Neupreis betrug 750 US-Dollar.
Außerdem wird ein Vierzylindermotor genannt. Er hatte 133,35 mm Bohrung, 63,25 mm Hub, 3547 cm³ Hubraum und 42 PS Leistung. Der Radstand betrug 241 cm.